# Ralph C. Smith
Ralph Corbett Smith (Omaha, 27 novembre 1893 – Palo Alto, 21 gennaio 1998) è stato un generale statunitense, noto per i suoi ruoli di comando durante la seconda guerra mondiale.
Nominato ufficiale comandante della 27th Infantry Division poco dopo l'entrata in guerra degli Stati Uniti, guidò l'unità nel corso della battaglia di Makin e della battaglia di Saipan nel teatro bellico dell'Oceano Pacifico. Proprio durante la battaglia di Saipan Smith fu protagonista di una controversia interna alla catena di comando delle forze statunitensi nel Pacifico: dopo che la 27th Division ebbe offerto una prestazione in combattimento giudicata come non soddisfacente, il superiore diretto di Smith, il generale dello United States Marine Corps Holland Smith, ne ordinò la destituzione dal comando della divisione. Il fatto che un ufficiale del Corpo dei Marine avesse destituito un ufficiale dell'Esercito portò a contrasti e recriminazioni tra i rispettivi alti comandi, risolti infine con la destinazione ad altri incarichi di entrambi gli ufficiali coinvolti nella diatriba.

## Biografia

### Primi anni
Nato nel sobborgo di South Omaha di Omaha in Nebraska, Smith studiò al Colorado State College e servì in forza alla Colorado National Guard. Dopo essersi diplomato alla scuola per ufficiali, entrò nell'United States Army nel 1916 con il grado di secondo tenente prendendo parte brevemente alla spedizione contro Pancho Villa lungo il confine tra il Messico e gli Stati Uniti d'America; da giovane ufficiale, Smith prese anche un brevetto di volo dopo alcune lezioni impartitegli da Orville Wright. Dopo l'entrata degli Stati Uniti nella prima guerra mondiale nell'aprile 1917, Smith fece parte dell'American Expeditionary Forces inviata in Francia sul fronte occidentale; nel corso del conflitto Smith prese parte alla seconda battaglia della Marna, alla battaglia di Saint-Mihiel e alla offensiva della Mosa-Argonne, ottenendo l'onorificenza della Silver Star.
Dopo aver conseguito una laurea in scienze alla Colorado State University nel 1919, nel corso del periodo interbellico Smith studiò all'École militaire di Parigi per poi diventare istruttore presso l'United States Military Academy di West Point; nel 1928 si diplomò alla United States Army Command and General Staff College di Fort Leavenworth, presso la quale in seguito insegnò. Dal 1938 fu in servizio presso la sezione di intelligence del Dipartimento della guerra degli Stati Uniti d'America, ottenendo una promozione al grado di colonnello nel 1941.

### La seconda guerra mondiale
Dopo l'entrata degli Stati Uniti nella seconda guerra mondiale nel dicembre 1941, Smith ottenne una promozione al grado di brigadier generale nel giugno 1942, servendo quindi come vicecomandante della appena costituita 76th Infantry Division, di base nel Maryland. Nel novembre 1942 Smith fu promosso quindi al grado di maggior generale e messo al comando della 27th Infantry Division, schierata nelle Hawaii: originariamente un'unità dell'Army National Guard di New York, la divisione era un'unità di seconda categoria, con i ranghi pieni di uomini troppo anziani e povera di addestramento al combattimento, avendo servito unicamente nel ruolo di difesa statica delle Hawaii. Smith curò quindi un programma di addestramento degli effettivi dell'unità, in particolare dopo che, nell'agosto 1943, la 27th Division fu assegnata all'imminente campagna per la conquista delle isole Gilbert nell'Oceano Pacifico centrale.
Sotto la direzione strategica del V Amphibious Corps comandato dal tenente generale dello United States Marine Corps Holland Smith, il 20 novembre 1943 Ralph Smith comandò una task force tratta dall'organico della sua divisione e inviata a occupare l'atollo di Makin nelle isole Gilbert, presidiato da una piccola guarnigione giapponese; a dispetto della schiacciante superiorità numerica messa in campo (6.500 truppe statunitensi contro 800 giapponesi), l'operazione richiese più delle programmate 24 ore per essere portata a termine, anche per via dell'inesperienza al combattimento dei reparti della 27th Division, e la battaglia di Makin infuriò dal 20 al 24 novembre prima che l'atollo fosse messo in sicurezza. Ciò provocò pesanti accuse di mancanza di aggressività da parte di Holland Smith ai reparti dell'Esercito, nonché uno screzio personale tra Holland Smith e Ralph Smith: sceso a terra a Makin per ispezionare l'andamento della battaglia, il comandante del V Corps giunse al quartier generale di Ralph Smith dove gli fu comunicato che scontri pesanti stavano avendo luogo nel nord dell'isola; portatosi in prima linea, Holland Smith trovò invece una situazione tranquilla, con carri armati fermi sulle loro posizioni e uomini oziosi in attesa di ordini, cosa che portò il generale dei Marine, famoso per il suo atteggiamento collerico, ad avere parole di biasimo per il comandante della 27th Division.

### La battaglia di Saipan
Il contrasto tra Holland Smith e Ralph Smith raggiunse il punto critico nel corso della successiva campagna delle isole Marianne nel giugno 1944. Al V Corps di Holland Smith fu assegnato il compito di catturare l'isola di Saipan, massicciamente presidiata dai giapponesi, mettendo in campo due esperte divisioni di Marine; la 27th Division di Ralph Smith fu assegnata al V Corps inizialmente come forza di riserva, ma dopo che le truppe statunitensi ebbero incontrato una resistenza più dura del previsto il 16 giugno l'unità fu portata a terra a Saipan venendo schierata, a partire dal 22 giugno seguente, in mezzo alle due divisioni di Marine per conquistare la zona collinare al centro dell'isola. Il 23 giugno la 27th Division lanciò un attacco coordinato con le unità dei Marine lungo le pendici del Monte Tapochau, la vetta più alta di Saipan; l'azione si rivelò fallimentare: le differenze in fatto di addestramento e il terreno più impervio del previsto impedirono un reale coordinamento tra le unità dell'Esercito e quelle dei Marine, e l'avanzata della 27th Division, partita con grave ritardo rispetto all'ora prevista, entrò in stallo dopo essersi imbattuta in una concentrazione di truppe giapponesi ben trincerata sulle pendici del monte, lasciando scoperti i fianchi dei reparti dei Marine. Holland Smith ebbe ancora una volta parole di biasimo per il comportamento in battaglia della 27th Division, e per quella che percepiva come una mancanza di forza di volontà da parte del suo ufficiale comandante; Ralph Smith rispose che, il giorno seguente, si sarebbe assicurato personalmente che le unità della divisione avanzassero secondo i programmi prestabiliti.
Il 24 giugno i reparti statunitensi ripresero gli assalti nella zona del Monte Tapochau: le unità dei Marine guadagnarono diverso terreno, ma ancora una volta gli attacchi della 27th Division contro la concentrazione di truppe giapponesi trincerata ai piedi del monte fallirono, bloccati dal terreno impervio e dalla dura resistenza del nemico; a sera, i reparti della divisione erano fondamentalmente rimasti sulle posizioni di partenza che occupavano al mattino. Holland Smith divenne furioso quando apprese di questo fallimento e, dopo essersi consultato con i suoi superiori nella catena di comando (gli ammiragli della United States Navy Richmond Turner e Raymond Spruance), alle 17:00 del 24 giugno destituì formalmente Ralph Smith dal comando della 27th Division sostituendolo con il generale Sanderford Jarman; Ralph Smith si offrì di rimanere con Jarman fino al mattino successivo per aiutarlo nel subentro del comando dell'unità, ma Holland Smith gli ordinò di lasciare immediatamente Saipan e il generale si imbarcò quindi su un aereo per Eniwetok alle 05:00 del 25 giugno. Il cambio di comando non ebbe apparentemente grossi effetti sulle prestazioni della 27th Division: i reparti dell'Esercito riuscirono infine ad avere ragione della resistenza giapponese e a mettere in sicurezza i loro obiettivi sul Monte Tapochau solo il 30 giugno, dopo una settimana di scontri pesanti che costarono alla divisione 1.400 perdite in combattimento.
Quello di Ralph Smith non era il primo caso di un comandante divisionale statunitense rimosso anzitempo dal suo incarico durante il conflitto, ma fu invece la prima volta che un ufficiale del Corpo dei Marine sollevò dal suo comando un ufficiale dell'Esercito, il che generò non pochi contrasti e dissapori tra le due forze armate; dissapori che andavano ad aggiungersi a quelli, di più alto livello, tra US Army e US Navy circa la suddivisione dei ruoli di comando nel teatro operativo del Pacifico centrale. La rimozione del generale Ralph Smith fu accolta dagli ufficiali dello US Army a Saipan come una prova dei pregiudizi negativi che influivano sulle valutazioni dell'operato dei reparti dell'Esercito da parte del generale Holland Smith, e più in generale da parte degli ufficiali dei Marine in seno allo stato maggiore del V Corps; vari appelli furono inviati al generale Robert C. Richardson Jr., comandante generale dell'US Army per il teatro del Pacifico centrale, perché le unità dell'Esercito fossero sottratte al controllo di Holland Smith. Il 4 luglio 1944 (pochi giorni prima la fine degli scontri a Saipan) Richardson ordinò l'istituzione di una commissione d'inchiesta per indagare sulla rimozione di Ralph Smith: presieduta dal generale Simon Bolivar Buckner Jr., la commissione si componeva di quattro ufficiali dell'US Army e non comprendeva alcun rappresentate per la US Navy o i Marine. Basandosi unicamente su testimonianze di ufficiali dell'Esercito e sui rapporti ufficiali dell'US Army sulla battaglia, e senza consentire che lo stesso Holland Smith fosse presente agli interrogatori, la commissione Buckner rilasciò le sue conclusioni il 26 luglio: pur riconoscendo che Holland Smith aveva agito nel pieno della sua autorità come superiore di Ralph Smith e rispettando le regole formali per i cambi di comando, la commissione ritenne che «il tenente generale Smith non era stato esaurientemente informato delle condizioni nella zona della 27th Division» e che quindi «la rimozione del maggior generale Smith non fu giustificata dai fatti».
Il rapporto della commissione scatenò prevedibilmente le rimostranze di Holland Smith, e in scia anche quelle dei suoi superiori della US Navy che ne avevano avallato la decisione; perfino varie testate giornalistiche negli Stati Uniti presero posizione sulla vicenda schierandosi a favore dell'una o dell'altra parte. La diatriba raggiunse i massimi vertici militari a Washington, obbligando tanto il comandante in capo dell'US Army (il generale George Marshall) quanto il suo equivalente della US Navy (l'ammiraglio Ernest King) a trovare una soluzione di compromesso per porre fine alla crisi. Dopo aver lasciato Saipan, nel luglio 1944 Ralph Smith era stato fatto comandante della 98th Infantry Division, un'unità di nuova costituzione ancora in fase di addestramento nelle Hawaii; si convenne che la sua permanenza nel teatro bellico del Pacifico poteva dare luogo a nuovi attriti, così il generale fu richiamato in patria e riassegnato come comandante del Centro di addestramento rimpiazzi di fanteria di Camp J.T. Robinson in Arkansas. Sul finire del 1944 infine Ralph Smith fu nominato addetto militare presso l'ambasciata degli Stati Uniti a Parigi, da poco riaperta, incarico che mantenne anche dopo la conclusione delle ostilità. Contemporaneamente, nel luglio 1944 Holland Smith lasciò la guida del V Corps per assumere quello di responsabile della Fleet Marine Force, Pacific, il comando generale di tutte le unità dei Marine nel teatro del Pacifico: un incarico di rilievo, ma senza responsabilità sulla condotta diretta delle operazioni di combattimento a terra.

### Ultimi anni
Subito dopo la conclusione della guerra, il generale Ralph Smith assunse la direzione delle attività della CARE International in Francia, coordinando varie missioni benefiche di aiuto alla popolazione civile nell'Europa occidentale fino al suo ritiro dal servizio nel 1946; circa il suo servizio durante la guerra, Smith stesso convenne di non essere mai stato un appropriato comandante operativo sul campo, e che le sue qualifiche lo portavano piuttosto a essere un ufficiale di stato maggiore e dell'intelligence. Dopo il ritiro dall'US Army Smith fu membro della Hoover Institution (un centro di ricerca storica-politica di orientamento conservatore) presso l'Università di Stanford; la sua prima moglie Madeleine morì nel 1975, e nel 1980 si risposò con Hildy Jarman la quale morì nel 1995.
Ralph Smith morì nella sua casa di Palo Alto in California il 21 gennaio 1998, alla ragguardevole età di 104 anni. Un campo di addestramento della Guardia Nazionale a Peekskill nello stato di New York è intitolato in suo onore.